# Ira Cohen

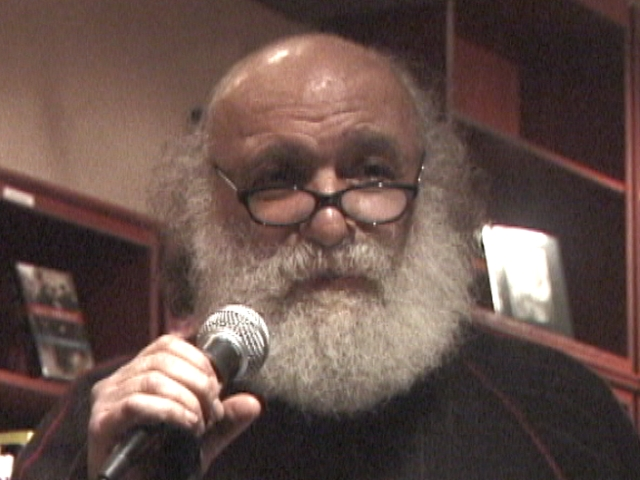
Ira Cohen im Alter von 72 Jahren (2007)

Ira Cohen (3. Februar 1935 in der Bronx, New York City – 25. April 2011) war ein US-amerikanischer Dichter, Fotograf und Filmemacher, Mail-Artist und Herausgeber. Cohen lebte in den 1960er Jahren in Marokko und New York City, wirkte in den 1970er Jahren in Kathmandu, Nepal, bereiste in den 1980er Jahren die Welt, bevor er nach New York City zurückkehrte, wo er bis zu seinem Tod lebte. Cohen starb am 25. April 2011 an Nierenversagen. Der literarische Nachlass von Ira Cohen befindet sich in der Beinecke Rare Book and Manuscript Library an der Yale University, New Haven, Connecticut.

## Die Jahre des Anfangs
Cohen wurde als Sohn tauber jüdischer Eltern geboren. Im Alter von 16 Jahren schloss er die Horace Mann School ab und schrieb sich an der Cornell University ein, wo er den Unterricht von Vladimir Nabokov genoss. Cohen flog von der Cornell-Universität und immatrikulierte sich an der Columbia University, New York City. 1957 heiratete er Arlene Bond, eine Barnard-Studentin. Sie hatten zwei Kinder, David Schleifer und Rafiqa el Shenawi.

## Marokko
1961 nahm Cohen einen jugoslawischen Frachter nach Marokko, wo er vier Jahre lang lebte. Er ließ sich in Tanger nieder, wo er GNAOUA zusammenstellte, ein Literaturmagazin, das dem Exorzismus und der Beat-Literatur gewidmet war; es enthielt Arbeiten von William S. Burroughs, Allen Ginsberg, Brion Gysin, Michael McClure, Harold Norse, Irving Rosenthal, Rosalind Schwartz, Jack Smith, Ian Sommerville sowie von Alfred Jarry in George Andrews’ Übersetzung. Cohen produzierte 1965 auch die LP Jilala, Aufnahmen marokkanischer Trancemusik, die Paul Bowles und Brion Gysin gemacht hatten; 1998 wurde die LP als CD bei Baraka Foundation/Mystic Fire neu herausgegeben.

## Rückkehr nach New York
Cohen kehrte Mitte der 1960er Jahre nach New York City zurück. Dort publizierte er 1966 The Hashish Cookbook (Gnaoua Press), das, auf Brion Gysins Anregung, von Cohens damaliger Freundin Rosalind unter dem Pseudonym „Panama Rose“ in Tanger geschrieben worden war; mehrere Auflagen erschienen in der Folge, das Büchlein wurde zum Underground-Bestseller. In seiner Wohnung in der Lower East Side entdeckte Cohen die Mylar-Fotografie, eine Zerrspiegeltechnik, mit welcher er eine eigene Art Mythographie entwickelte und zahlreiche futuristische Ikonen schuf. Unter den von ihm gespiegelten Persönlichkeiten befinden sich William S. Burroughs, Ching Ho Cheng, Bill Laswell, John McLaughlin, Pharoah Sanders und Jimi Hendrix, der, als er Cohens Fotos sah, meinte, es sei, als würde man “durch Schmetterlingsflügel schauen”. Wahrscheinlich sind Cohens am weitesten verbreitete Mylar-Fotografien die Cover-Bilder des Albums Twelve Dreams of Dr. Sardonicusvon der Rockgruppe Spirit, die 1970 veröffentlicht und 1976 mit einer goldenen Schallplatte ausgezeichnet wurde. In seinen Mylar-Fotografien erkundete Cohen das ganze Spektrum von Infrarot bis Schwarzlicht. 1968 inszenierte er den „fantasmaglorialen“ Film Invasion of Thunderbolt Pagoda und produzierte Marty Topps Paradise Now, einen Film über die historisch gewordene Amerika-Tournee des Living Theatre. Cohen war inspiriert von Kenneth Anger und Sergei Paradschanow und richtete zur Erweiterung seiner fotografischen Arbeiten seine Mylar-Kammer ein. Am 31. Mai 1970 wurde Cohens Sohn Raphael Aladdin Cohen von Jhil McEntyre geboren; Raphael Aladdin Cohen lebt derzeit mit seiner Frau, der Tänzerin und Choreografin Kristina Berger, in Harlem.

## Reisen in den 1970er Jahren
In Begleitung des vorherigen Living-Theatre-Mitglieds Petra Vogt zog Cohen in den 1970er Jahren nach Kathmandu, wo er auf einer Reispapier-Handpresse die Starstreams-Poesie-Reihe unter dem Label Bardo Matrix startete. Dabei veröffentlichte er u. a. Gedichte von Paul Bowles, Gregory Corso, Jane Falk, Charles Henri Ford, Iris M. Gaynor, Angus MacLise, Roberto Francisco Valenza und ihm selbst. In Zusammenarbeit mit einheimischen Handwerkern und der Hippie-Kommune entwickelte er eine einzigartige Buchkunst, integrierte verschiedene Papiersorten, Fotografien, Stempel, Holzschnitte, Zeichnungen in die Textgestaltung; die Bände, deren Auflage kaum je 500 Exemplare überschritt, verkaufte er für 5 Dollar – heute sind sie zum Teil für Hunderte von Dollars als wertvolle Preziosen im antiquarischen Buchhandel erhältlich.
Den Geist der Kathmandu-Jahre widerspiegeln, gemäß Cohen, folgende Verse am besten; sie sollen auf eine gewisse Katie McDonald zurückgehen und erschienen auf einem undatierten, namenlosen Reispapier in den 1970er Jahren:
on dreamers !
waken or die
only the SKY
is open to you now
UNITE
or you may
never know
1972 verbrachte Ira Cohen ein Jahr in San Francisco mit Lesungen und Performances und stellte in New York aus. 1974 besuchte Cohen den Filmemacher Alejandro Jodorowsky in Paris in der Absicht, seiner damaligen Lebensgefährtin Petra Vogt eine Rolle in Jodorowskys Film Dune zu verschaffen. Doch sie waren nicht willkommen und so zogen sie weiter nach Amsterdam. Diese Stadt hatte Cohen bereits im Frühjahr 1964 besucht, als er, von Tanger kommend, in Antwerpen den Druck seines Magazins GNAOUA realisiert hatte; damals hatte er auch den Schriftsteller Simon Vinkenoog in Holland kennengelernt, der ein lebenslanger Freund bleiben und später viele Schriften von Cohen ins Niederländische übersetzen sollte. In Holland begleiteten ihn Simon Vinkenoog, die Dichterin, Musikerin und Sanskrit-Übersetzerin Louise Landes Levi und Gerard Bellaart, der Verleger der Cold Turkey Press zu Rotterdam, der Bukowski, Burroughs, Beiles, Ginsberg, Pound, Carl Weissner, Heathcote Williams u. a. m. veröffentlicht hatte. Bellaart wurde mit From the Divan of Petra Vogt (1976) Ira Cohens erster Verleger im Westen; der Band enthält mehrere Fotografien und faksimilierte handgeschriebene Gedichte von Ira Cohen. Mit Gerard Bellaart sowie mit Louise Landes Levi verband Cohen eine lebenslange produktive Freundschaft. 1978 zog Cohen nach Amsterdam, wo er Caroline Gosselin traf, eine junge Französin, die Lebendmasken herstellte und im Melkweg („Milchstraße“ auf Niederländisch) verkaufte. Mit ihr zusammen erweiterte Cohen dieses Konzept zu den Bandaged Poets – einer Foto-Serie von Papier-Mâché-Masken von Dutzenden bekannter Dichter. Er schloss sich auch mit Eddie Woods kurz, den er 1976 in Kathmandu kennengelernt hatte. Woods gründete mit Jane Harvey die Ins & Outs Press, zu deren gleichnamigem Magazin Cohen regelmäßig beitrug; in der Ins & Outs Press erschien auch eine Postkarten-Serie der Bandaged Poets sowie eine limitierte Edition von Kirke Wilson-Siebdrucken derselben. Ira Cohen und Caroline Gosselin lebten für drei Jahre in Amsterdam zusammen, von wo aus Cohen auch einen regen Austausch mit der Künstlerkolonie in Ruigoord, einem zehn Kilometer westlich von Amsterdam gelegenen Dorf, pflegte. 1979 sollte der durch übermäßigen Drogenkonsum und Unterernährung verursachte Tod des Ex-Velvet-Underground-Mitglieds und Dichters Angus MacLise, der mit seiner Frau Hetty nach Kathmandu gekommen war, definitiv das Ende von Cohens “Shangri-La”-Epoche im fernen Nepal markieren; das Werk von Angus MacLise, mit dem Cohen bereits in New York eng kooperiert hatte, wurde von diesem stets als eine seiner zentralen Inspirationsquellen bezeichnet, und Cohen trug als Herausgeber maßgeblich zur Erinnerung daran bei.

## Zweite Rückkehr nach New York
1981 kehrte Cohen nach New York zurück und zog bei seiner verwitweten Mutter in ein Apartment an der Upper West Side. Auch wenn das Zentrum seines Orbits von da an New York City blieb, unternahm der Dichterfotograf in den nächsten Jahrzehnten weiterhin viele Reisen, Reisen durch die USA und nach Europa, aber auch nach Äthiopien, Japan, Nordafrika, Kambodscha und Indien. 1982 heiratete Ira Cohen Caroline Gosselin; sie gebar die Tochter Lakshmi Cohen, bevor sich die beiden 1989 scheiden ließen.
1986 erschien in der Synergetic Pressin London On Feet of Gold, eine umfangreiche Sammlung von Gedichten, die auch Material aus den früheren Gedichtbänden Gilded Splinters, Poems from the Cosmic Crypt und The Stauffenberg Cycle enthielt. In den 1990er Jahren fand Cohens Poesie zunehmend internationale Anerkennung, nachdem seine Gedichte 1991, zusammen mit Texten von Angus MacLise und Gerard Malanga, unter dem Titel Ratio 3: Media Shamans in der Temple Press, London, erschienen waren. Er stellte daselbst in der October Gallery aus und nahm 1992, neben Joe Ambrose, Antony Balch, Hakim Bey, William S. Burroughs, Terry Wilson sowie den Master Musicians of Jajouka und Bill Laswell, Musicians of Jajouka an der Here To Go Show in Dublin, Irland, teil, die dem Maler, Kalligrafen und Schriftsteller Brion Gysin gewidmet war, dem Entdecker der Cut-up-Methode und einem von Cohens bedeutendsten Inspiratoren.
1991 gab Cohen als Akashic Bulletin Nr. 1 Gustav Meyrinks Erzählung Petroleum! Petroleum! heraus. “Akash”, aus dem Sanskrit, bedeutet nach Cohen so viel wie “lichtwärts, ätherisch, Himmelszungen, die verborgene Bedeutung der verborgenen Bedeutung, der Unterhalt der Seele, die ungeschriebene Geschichte der Menschheit – Vergangenheit, Gegenwart & Zukunft, Gottes Erinnerungsbuch, das durchgängige Radio, die unterschwellige Kassette, die Wolkendoktrin, Radartagebücher”; “akash” ist ein Schlüsselbegriff für Cohens Arbeit als Herausgeber und Bewahrer, als Hüter verborgener Zeugnisse und flüchtiger Spuren des menschlichen Geistes.
1994 erschien bei Sub Rosa unter dem Titel The Majoon Traveller / The Poetry of Ira Cohen die erste CD, die Cohens charismatische, mesmerisierende Stimme festhält. Cohen gab sie in Kollaboration mit DJ Cheb i Sabbah heraus; sie bietet auch Klangmaterial von Don Cherry, Ornette Coleman, Angus MacLise, Lights In A Fat City und Jilala-Musikern.
In den 1990er Jahren begann eine fruchtbare Zusammenarbeit mit den Musikern und Komponisten Sylvie Degiez und Wayne Lopes, die zur Gründung der Cosmic Legends führte, einer Gruppe für improvisiertes Musiktheater. Im The Kitchen in New York City wurde, basierend auf einem Text von Angus MacLise, ORFEO: The $500 Opera gegeben, der Titel spielte auf das niedrige Produktionsbudget an. Mit Judith Malina, Hanon Reznikov, Rashied Ali, Taylor Mead, Louise Landes Levi u. a. m. wirkte Cohen an den legendären Aufführungen der Cosmic Legends mit, welche Sylvie Degiez konzipierte, darunter Let the Beast Scream und The Moody Moon.
1995 gab Ira Cohen (Phyllis Segura machte das Design) ein Magazin auf einem T-Shirt heraus: Akashic Issue for Broadshirt; zu den über 20 Beiträgerinnen und Beiträgern gehörten Paul Bowles, Louise Landes Levi, Gerard Malanga, Judith Malina u. a. m.
Cohen arbeitete mit der Nadine Ganase Dance Group für die multimediale Show Crossing the Border zusammen; die Show wurde zwischen 1996 und 1999 in Amiens, Brüssel, Glasgow, Hamburg, Hannover, Paris etc. vielfach aufgeführt.
1998 kam, in Zusammenarbeit mit Ira Landgarten an der Kamera, bei Mystic Fire der Film Kings with Straw Mats heraus, Cohens auf Youtube inzwischen über zwei Millionen Mal angeklickter Streifen über das weltweit größte religiöse Treffen, das indische Kumbh Mela (dt. “Krugfest”), das nur ca. alle zwölf Jahre am Ganges stattfindet und drei Monate lang währt – es ist die einzige Menschenversammlung, die vom Mond aus sichtbar ist; Cohen besuchte das Kumbh Mela im Lauf seines Lebens zweimal und machte beide Male Filmaufnahmen. Der Film, der unerhörte Leistungen indischer Fakirie zeigt, reflektiert auch das Fließen der Zeit, die Vergänglichkeit von allem, wenn am Schluss für den verstorbenen Freund Julian Beck, der mit Judith Malina das Living Theatre ins Leben gerufen hatte, ein Schifflein mit einer Fotografie von dem Verstorbenen und einer brennenden Kerze dem Fluss Ganges übergeben wird.
1998 erschienen in Philippe Francks französischer Übersetzung Cohens gesammelte Marokko-Texte unter dem Titel Minbad Sinbad (Didier Devillez, Brüssel).
1999 erschien in der AltaQuito-Presse, Göttingen, in Florian Vetschs deutscher Übersetzung, Cohens Gedichtauswahl Brief an Kaliban & Andere Gedichte. Im selben Jahr gab Romy Ashby bei Foxy Kidd in New York City Goodie heraus, ein langes Telefongespräch mit Ira Cohen, ein eindrückliches Zeugnis seiner unerschöpflichen spontanen Redekunst.
Im Jahr 2000 kam Ira Cohen für eine Lesetour in die Schweiz und nach Deutschland. In München las er im Lyrik Kabinett, in Zürich führte er im Kino Xenix Kings with Straw Mats auf und gab eine fulminante Lesung. Von diesem Trip, der auch zu einer Wiederbegegnung mit Cohens altem Freund, dem Künstler und Alien-Erfinder HR Giger, führte, erzählt A Night in Zurich (Der Kollaboratör, Luzern 2012; Gonzo, Mainz 2018), eine postum erschienene Kollaboration mit dem deutschen Cut-up-Autor Jürgen Ploog und dem Schweizer Dichter, Herausgeber und Übersetzer Florian Vetsch. In Faksimiles zeigt A Night in Zurich auch Ira Cohens großartige Mail-Art; Cohen schrieb all seine Gedichte ursprünglich von Hand und verschickte sie so an seine Freunde.
Ira Cohens Fotografien und Texte erschienen in zahlreichen Magazinen, weltweit, so in Third Rail Magazine, Wire, The Butcher’s Block, Entwürfe, Härter, Kozmik Blues, Playboy, Gay Sunshine, Rolling Stone, Nexus, Holunderground, Rude Look, Rude Look Oriental, Friction, Tangerine, The London Sunday Times, Avant Garde, Life Magazine, Facade, Ins and Outs, Nieuwe Revue, Caliban, Ignite, XPress, Tingpa, 15 Minutes, Growing Hand, Big Bridge, PhoBi etc. pp.
Cohens künstlerisches Werk zeigten u. a. diese Galerien: Wildfire (Amsterdam), Photo Boutique (New York), ART (New York), October Gallery (London), Visionary Gallery (New York), Deer Gallery (New York), Susan Cooper (Woodstock, NY), TAM TAM (Prag), Caravan of Dreams (Fort Worth, Texas), Varia Theater (Brüssel), Nul Gallery (Amsterdam), Merlin Theater (Budapest), TB Institute (Tokio), Anya Gosselin (Dublin), Gallery of Photography (Dublin), Plateau (Akashic Weekend, Brüssel), Widmer+Theodoridis (Zürich).

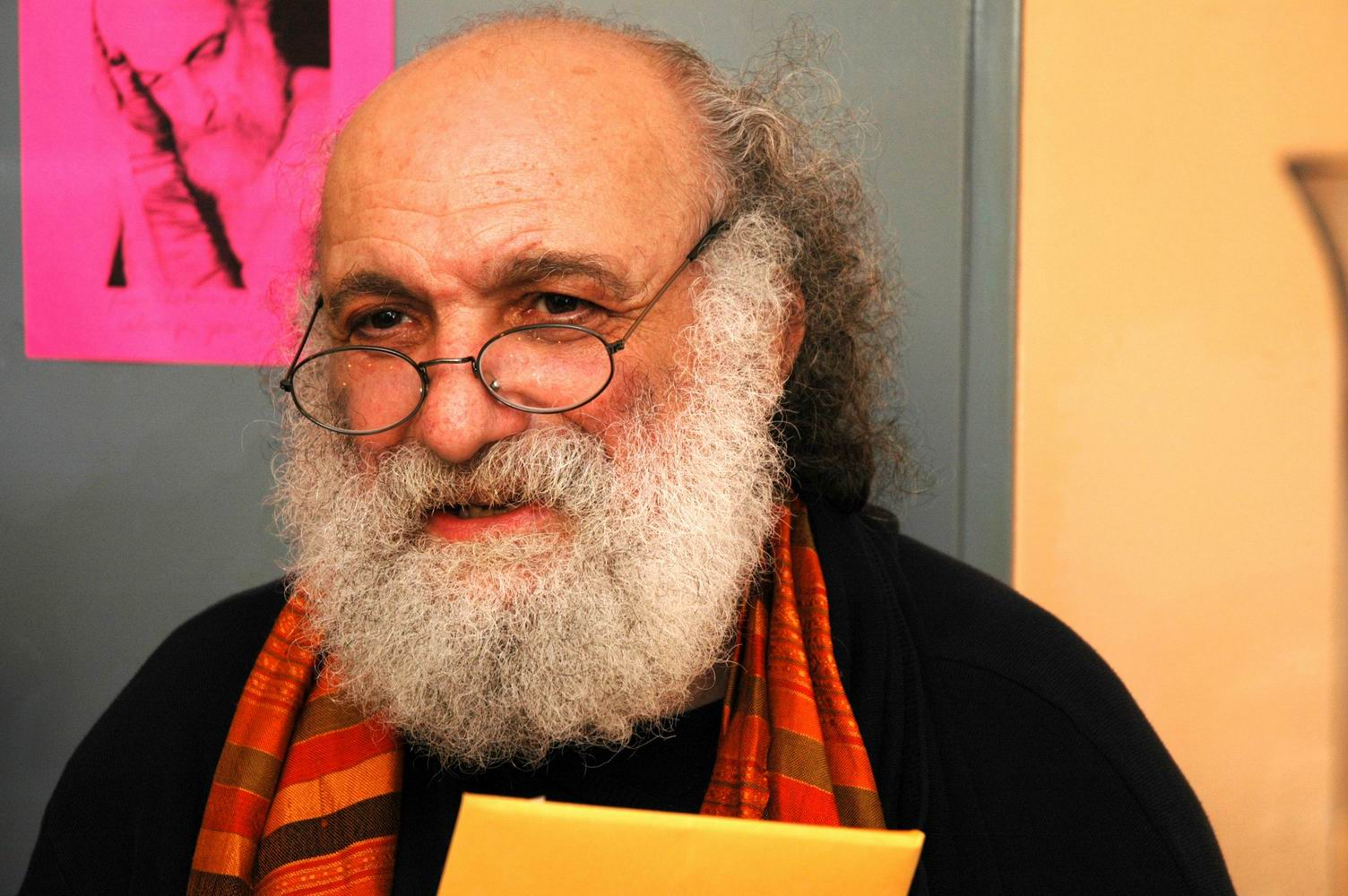
Ira Cohen, St. Gallen, Schweiz, 2005.

2004 erschien, nach jahrelanger Vorbereitung, Shamanic Warriors Now Poets, eine umfangreiche Anthologie, die Cohen mit dem schottischen Dichter und Übersetzer J.N. Reilly zusammengetragen hatte (R&R Publishing, Glasgow); Mati Klarwein, Vali Myers, Paul Grillo, Robert LaVigne und Ira Cohen selbst steuerten Illustrationen bei, und Texte finden sich darin u. a. von Kazuko Shiraishi (der japanischen Dichterin, welcher Cohen einst sein Langgedicht Tokyo Birdhouse gewidmet hatte), Mohamed Choukri, Nina Zivancevic, Charles Plymell, Ian MacFadyen, Patti Smith, Michael McClure, Mohammed Mrabet, Philip Whalen, Janine Pommy Vega, Jack Hirschman – um nur einige bislang nicht vorgekommene Namen aus dem weiten Netz zu nennen, in dem sich der Multimediaschamane Ira Cohen bewegte.
2006 stellte Cohen an der Whitney Biennale “Day for Night” aus, 2007 erhielt er am Swiss Institute in New York City ein Feature in Georg Gatsas Ausstellung The Process VI – Final, wo er zusammen mit der Musikgruppe Mahasiddhiseine Gedichte zu projizierten Mylar-Fotografien las.
In Cohens letztem Lebensjahrzehnt erschienen die Gedichtbände Poems from the Akashic Record (Panther Books, New York 2001), Where the Heart Lies/Wo das Herz ruht (Rohstoff, Herdecke 2001; Stadtlichterpresse, Wenzendorf 2010; mit der deutschen Übersetzung von Florian Vetsch), Chaos & Glory (Elik Press, Salt Lake City, Utah 2004), Whatever You Say May Be Held Against You (Shivastan Press, Woodstock, NY 2004), Cornucopion – Bőségszaru (Új Mandátum/I.A.T. Press, Budapest 2007, mit der ungarischen Übersetzung von Gabor G. Gyukics) und God’s Bounty (Elik Press, Salt Lake City, Utah 2008).

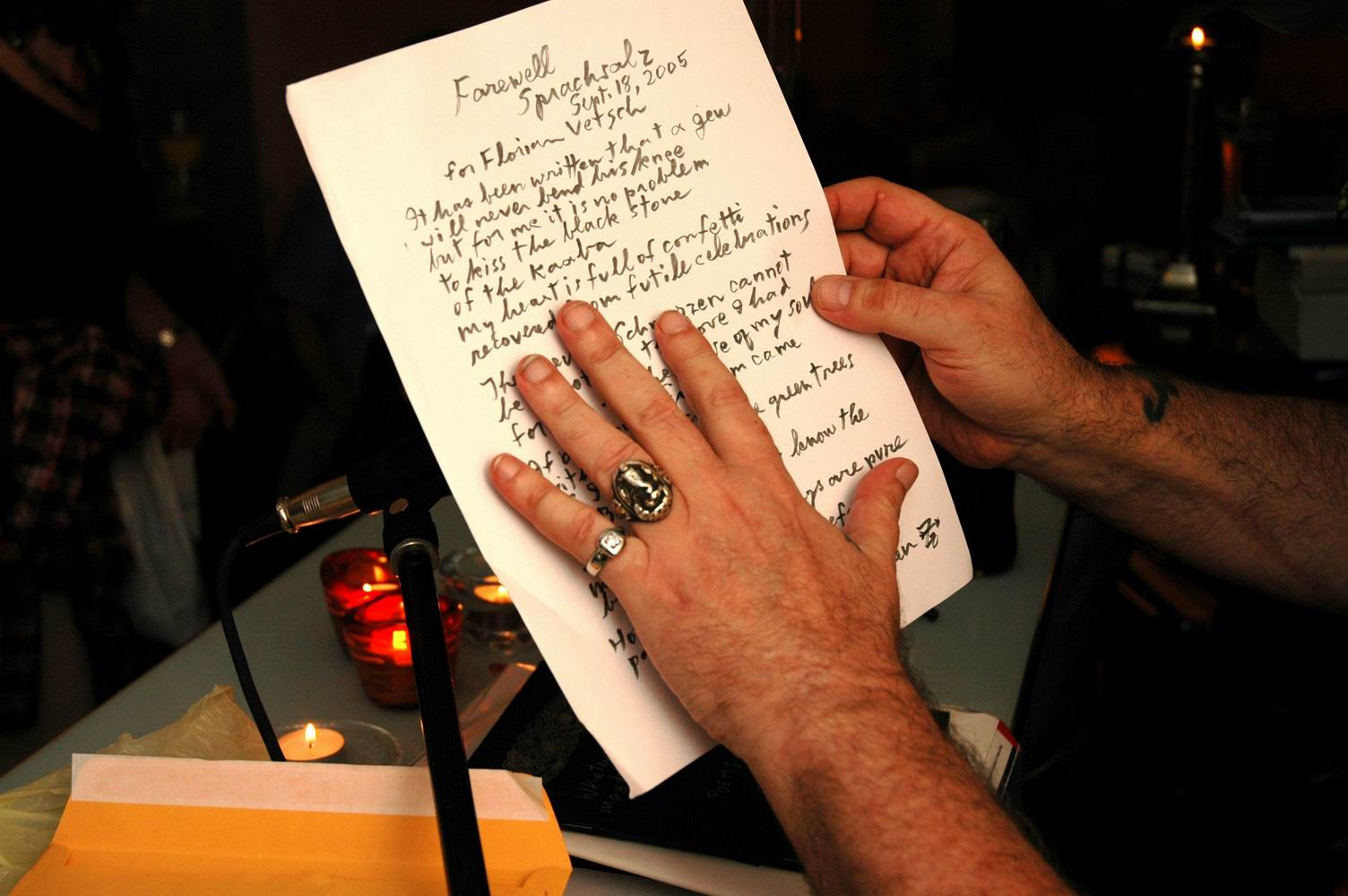
Ira Cohens Hände und Handschrift bei einer Lesung in St. Gallen, 2005.

Ira Cohens Werk wird der Beat- bzw. der Post-Beat-Generation zugeordnet. Dadaismus, Surrealismus und Esoterisch-Alchemistisches zählen nicht minder zu seinen Wurzeln. Er selbst stellt sich in einem Gedicht so vor:
I AM NOT A BEAT
I am not a Beat
though I have performed
with them all etc.
I am an Electronic
Multimedia Shaman,
a Naga Hipster
an Akashic Agent
an Outlaw of the Spirit
I am the One out of
a Hundred
I am the Bearded Iris,
the flower of chivalry
with a sword for a leaf
& a lily for a heart,
I am the Rainbow – –
a hybrid of celestial
hues
blue in the end,
a message between
Gods.
I am your shadow in the
darkness,
your reflection in the
mirror
I am the Jack in your box.
ICH BIN KEIN BEAT
Ich bin kein Beat
obschon ich mit allen
von ihnen
auf der Bühne stand etc.
Ich bin ein Elektronischer
Multimedia Schamane,
ein Naga Hipster
ein Agent der Akasha-Chronik
ein Gesetzloser des Geistes
Ich bin der Eine
aus einem Hundert
Ich bin die bärtige Iris,
die Blume der Ritterlichkeit
mit einem Schwert als Blütenblatt
& einer Lilie als Herz,
Ich bin der Regenbogen – –
eine Mischung ätherischer
Farbtöne
blau zuletzt,
eine Botschaft zwischen
Göttern.
Ich bin dein Schatten im
Dunkel,
deine Reflexion im
Spiegel
Ich bin dein Schachtelteufel.
Am 25. April 2021 würdigte ihn sein Freund Florian Vetsch zum 10. Jahrestag seines Todes.

## Bibliografie
- Seven Marvels (Katmandu 1975)
- Poems from the Cosmic Crypt (Katmandu 1976)
- From the Divan of Petra Vogt (Rotterdam 1976)
- Gilded Splinters (Katmandu 1977)
- The Stauffenberg Cycle and Other Poems (Heerlen, Holland 1981)
- Ratio 3: Media Shamans (with Gerard Malanga and Angus MacLise, London 1991)
- On Feet of Gold (London 1986).
- Minbad Sinbad (Brüssel 1998; französische Übersetzung von Philippe Franck)
- Brief an Kaliban und Andere Gedichte (Göttingen 1999; deutsche Übersetzung von Florian Vetsch)
- Goodie (New York City 1999; herausgegeben von Romy Ashby)
- Wo das Herz ruht (Herdecke 2001; zweisprachig, deutsche Übersetzung von Florian Vetsch)
- Poems from the Akashic Record (New York City 2001)
- Tokyo Birdhouse / Tokio Vogelhaus (Frauenfeld 2001, Bodoni Poesie Blatt Nr. 66; zweisprachig, deutsche Übersetzung von Florian Vetsch)
- Shamanic Warriors Now Poets (Glasgow, Schottland 2004; Anthologie, herausgegeben von J. N. Reilly and Ira Cohen)
- Chaos and Glory (Salt Lake City, Utah 2004)
- Whatever You Say May Be Held Against You (Woodstock, NY 2004)
- Cornucopion – Bőségszaru (Budapest 2007; zweisprachig, ungarische Übersetzung von Gabor G. Gyukics)
- God's Bounty (Salt Lake City, Utah 2008)
- Wo das Herz ruht (Wenzendorf 2010; erweiterte zweite Auflage, zweisprachig, deutsche Übersetzung von Florian Vetsch)
- Ira Cohen – in Memory of (Zürich, Juni 2011, Fabrikzeitung Nr. 272; herausgegeben von Etrit Hasler & Florian Vetsch)
- Das grosse Reispapier-Abenteuer von Kathmandu (München 2011; deutsche Übersetzung von Florian Vetsch)
- Ira Cohen, Jürgen Ploog, Florian Vetsch: A Night in Zurich (Luzern 2012)
- Ira Cohen, Jürgen Ploog, Florian Vetsch: A Night in Zurich (Mainz 2018; zweite erweiterte Auflage)
- Alcazar – 17 Poems / 17 Gedichte (zweisprachige Ausgabe; aus dem Amerikanischen von Axel Monte und Florian Vetsch; mit einem Nachwort von Jürgen Ploog; herausgegeben von Florian Vetsch). Moloko Print, Pretzien 2021